# 床島堰
床島堰（とこじまぜき）は、筑後川の中流、床島（朝倉市長田、久留米市田主丸町八幡、三井郡大刀洗町三川の境）付近に約600m間隔で築堤された3堰をさす。堰は上流から恵利堰、床島堰、佐田堰の順に設けられ、恵利、床島は筑後川から、佐田は佐田川から取水、いずれも筑後川右岸に灌漑する。床島堰が初めて造られたのは江戸中期。

## 歴史
川岸から遠くなるにつれ土地が高くなり、農民は水不足に苦しんだ。1710年（宝永7年）の大干ばつで、鏡村の庄屋高山六右衛門は郡内の庄屋中垣清右衛門、秋山新左衛門、鹿毛甚右衛門を説得、堰を築くために立ち上がり藩へ願書を提出した。久留米藩も積極的に応援、家臣の草野又六を普請総裁に任命した（普請奉行は野村宗之丞で、総取締役が草野又六）。早田村（現田主丸町八幡）庄屋丸林善左衛門親子も助勢し、地域村民一丸となって働いた。しかし筑前藩の利害を異にする一部の村は築造によって出水の危険にさらされると反対した。また水量が豊かな筑後川を横切る築堤は困難を極めた。大木や巨岩を沈めても水流で木の葉のように流され、石を満載した古舟を沈め、ようやく基礎を固めることができた。こうして1714年（正徳4年）堰は完成、古田、新田2000haが潤った。その後、堰は流失、修復を繰り返し、現在の恵利堰は1963年（昭和38年）の水害で流失したのを県営工事で2年後に完工、コンクリート製堤長191.30m。床島堰は1950年（昭和25年）県営工事で完工、水門10、堤長87m。佐田堰は1948年（昭和23年）県営工事で完工、自然流を暗渠（サイフォン）で取水。受益地区は久留米市、小郡市、大刀洗町。用水路そばには、草野又六や高山六右衛門、秋山新左衛門、鹿毛甚右衛門、中垣清右衛門、丸林善左衛門の五庄屋の徳をたたえて天神様として水神様とあわせて祀った大堰神社があり、毎年祭事が行われる。

## 名称
普通床島堰（とこじまぜき）といわれているが、所在地は床島でなく恵利（えり）だから恵利堰と称すべきとの意見もある。また床島の新川にも小さい堰があるからまぎらわしい。